# Suore di Santa Caterina Vergine e Martire
Le Suore di Santa Caterina Vergine e Martire sono un istituto religioso femminile di diritto pontificio: i membri di questa congregazione pospongono al loro nome la sigla  C.S.C.

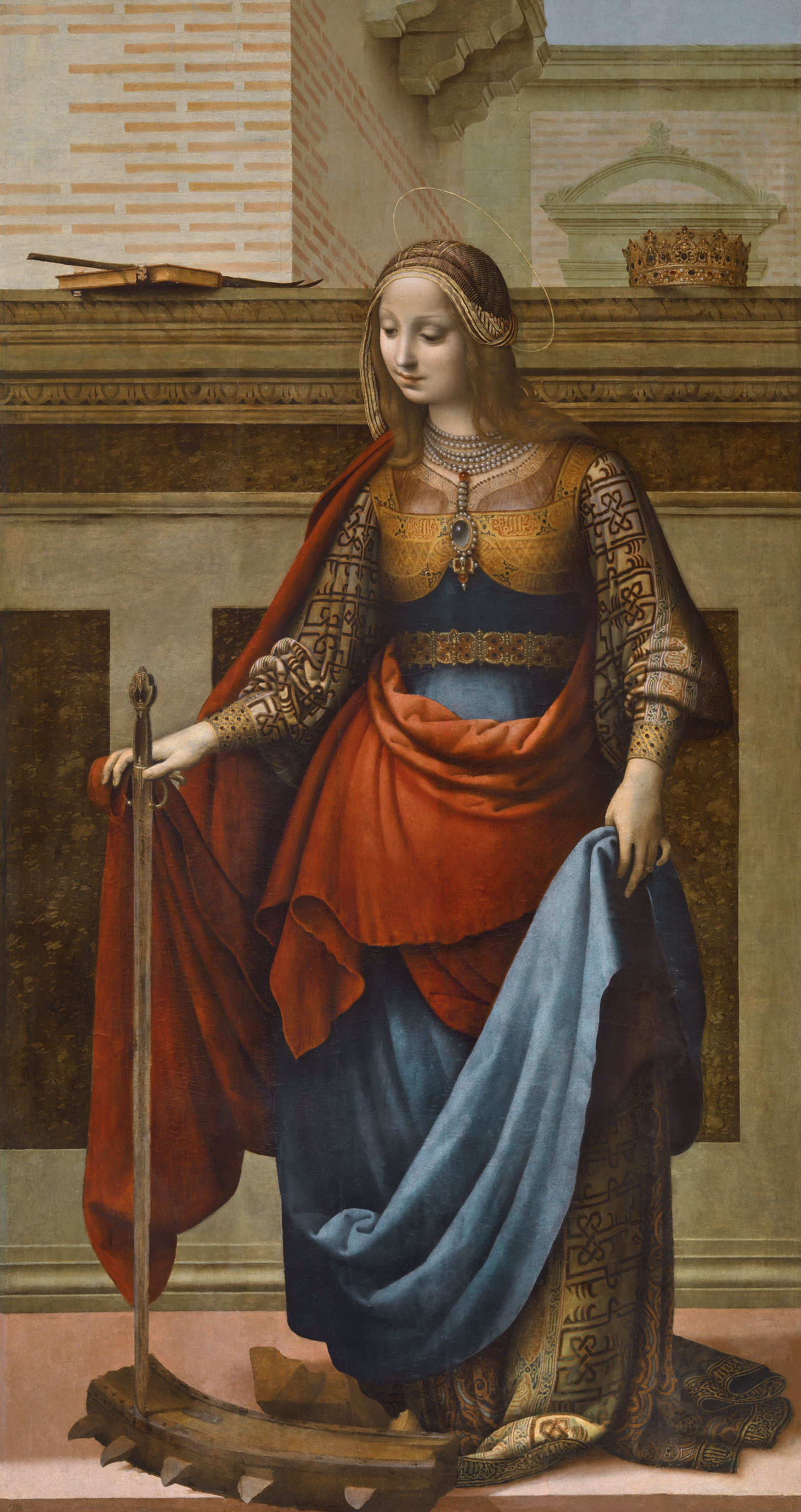
Santa Caterina d'Alessandria, titolare della congregazione: dipinto di Fernando Yáñez de la Almedina

## Storia
Le origini della congregazione risalgono al 1571, quando Regina Protmann (1552-1613) lasciò la casa paterna di Braunsberg, in Prussia (l'odierna Braniewo, in Polonia), per ritirarsi insieme a due compagne in una casa sulla Kirchgasse.
Le donne presero il nome di devote vergini di Santa Caterina (in onore della santa titolare della chiesa parrocchiale di Braunsberg) e adottarono uno stile di vita simile a quello delle beghine: la Protmann, con l'aiuto dei gesuiti, redasse delle costituzioni basate sulla regola di sant'Agostino, approvate dal vescovo di Ermland, Marcin Kromer, l'8 marzo 1583 (poi nuovamente da Piotr Tylicki il 12 marzo 1602 e confermate dal nunzio in Polonia Claudio Rangoni).
L'istituto venne approvato definitivamente dalla Santa Sede il 23 maggio 1903.
La fondatrice è stata beatificata da papa Giovanni Paolo II a Varsavia il 13 giugno 1999.

## Attività e diffusione
Le Suore di Santa Caterina, originalmente dedite soprattutto all'educazione delle giovani, si dedicano principalmente all'assistenza sanitaria e alla cura degli orfani.
Sono presenti in Brasile, Finlandia, Germania, Italia, Lituania, Polonia,  Regno Unito, Russia, Togo: la sede generalizia è a Grottaferrata.
Al 31 dicembre 2005 l'istituto contava 731 religiose in 121 case.